# Forsaking All Others (1934)
Forsaking All Others is een Amerikaanse filmkomedie uit 1934 onder regie van W.S. Van Dyke. Het scenario is gebaseerd op de gelijknamige toneelstuk uit 1933 van de Amerikaanse auteurs Frank Cavett en Edward Barry Roberts. Destijds werd de film in Nederland uitgebracht onder de titel Een wedloop met Amor.

## Verhaal
Mary Clay staat op het punt te trouwen met de miljonair Dillon Todd, die ze al van kindsbeen af kent. De dag voor de bruiloft komt hun jeugdvriend Jeff Williams terug uit Spanje. Jeff is al jaren stiekem verliefd op Mary en hij wil haar zijn liefde verklaren. Wanneer hij erachter komt dat ze met Dillon gaat trouwen, verzwijgt hij zijn gevoelens. Dan blijkt dat Dillon in het geheim met een revuemeisje getrouwd is in Atlantic City. 

## Rolverdeling
| Acteur              | Personage          |
| ------------------- | ------------------ |
| Robert Montgomery   | Dillon Todd        |
| Joan Crawford       | Mary Clay          |
| Clark Gable         | Jeff Williams      |
| Charles Butterworth | Shemp              |
| Billie Burke        | Tante Paula        |
| Frances Drake       | Connie Barnes Todd |
| Rosalind Russell    | Eleanor            |